# Pavement
Pavement é uma banda de rock alternativo americana, considerada por muitos um dos principais pilares da cena indie dos anos 1990. Formada em 1988 em Stockton, Califórnia, era inicialmente um projeto de estúdio de dois guitarristas, Stephen Malkmus e Scott Kannberg, com a ajuda do baterista Gary Young. Depois do lançamento do primeiro disco da banda Slanted and Enchanted, entraram para a banda o baixista Mark Ibold e um baterista de apoio, Bob Nastanovich. Com a saída de Gary Young, foi também chamado o baterista Steve West.
A banda lançou mais 4 discos pela gravadora Domino Records, todos aclamados por crítica e público. Apesar de nunca ter feito sucesso comercial, a banda sempre teve apoio de uma enorme e fiel legião de fãs dentro da cena alternativa, que lotava seus shows tanto dentro dos EUA quanto no exterior.
Em 1999, durante a turnê do álbum Terror Twilight, a banda anuncia que está entrando em um hiato de tempo indefinido. Esse hiato na verdade era um eufemismo para o fim do grupo, causado principalmente pelo distanciamento de Kannberg e do crescente descontentamento de Malkmus com ele. A gravadora ainda lançou um DVD com todos os videoclipes da banda, diversos shows e entrevistas.
Em 2010, a banda voltou de seu hiato realizando shows pelos EUA e Europa, com uma nova turnê pela Europa, Estados Unidos e Japão marcada para 2022 e 2023.

## História

### 1989–1992: Formação eSlanted and Enchanted
Pavement foi formada em Stockton, California, em 1989 como um projeto de estúdio dos guitarristas e vocalistas Stephen Malkmus e Scott Kannberg, conhecidos originalmente como "S. M." e "Spiral Stairs". Seus EPs de estreia foram os lançamentos lo-fi Slay Tracks: 1933–1969, Demolition Plot J-7, e Perfect Sound Forever. Foram gravados em Louder Than You Think, o estúdio caseiro, em Stockton, do ora hippie Gary Young, que também tocou bateria nas gravações. Após ouvir as músicas do duo, Young foi citado por dizer "esse idiota do Malkmus é um completo gênio letrista".
Durante essa época, a banda foi frequentemente comparada com a banda inglesa de rock The Fall. Kannsberg declarou numa entrevista em 1992 que ele preferia a banda de Minneapolis, The Replacements. O vocalista do The Fall, Mark E. Smith declarou que Pavement era um "rip-off" (roubo, cópia) e que eles não "tinham uma ideia original em suas cabeças"; outros membros do the Fall foram mais positivos.
Após o lançamento de Slay Tracks, um novo baterista, Jason Turner, foi levado para substituir Young. Entretanto, após apenas uma turnê e um conjunto de sessões de gravação, quando ficou claro que Turner e Malkmus não se deram bem, Young foi restituído. Malkmus, depois, descreveu Turner como "aquele cara deprimido que poderia me assassinar qualquer dia... Ele é bem competitivo." Na mesma época, Bob Nastanovich foi incorporado na banda ao vivo como um percussionista auxiliar. Malkmus e Nastanovich foram colegas de quarto na cidade de Nova York.
A primeira performance da banda foi em 14 de dezembro, 1989, na rádio universitária local KDVS-FM em Davis, com Malkmus, Kannberg e Fawkes. Em 1990, Pavement embarcou em sua primeira turnê com um terceiro guitarrista, Rob Chamberlin, que saiu para se unir a uma banda chamada Sugartime antes de Ibold se unir ao grupo.
A banda indie britânica The Wedding Present fez cover da música "Box Elder", de Slay Tracks, depois de o baixista ter descoberto o álbum durante uma viagem aos Estados Unidos. Como Pavement ainda era desconhecido na época, as pessoas erroneamente assumiram que a gravação original era o cover. O vocalista de The Wedding Present, David George, deu um EP de Pavement a John Peel, que rapidamente se tornou um dos maiores fãs da banda.
Por volta de 1992, Pavement se tornou uma banda full-time, com Malkmus, Kannberg, Young e Nastanovich, e o baixista Mark Ibold, que tinha sido um dos primeiros fãs da banda. Seu álbum de estreia, Slanted and Enchanted, foi lançado comercialmente em 92 depois de cópias circularem em fita cassette por aproximadamente um ano. Embora a influência percursiva do The Fall ainda fosse penetrante, assim como a da banda inglesa de post-punk Swell Maps, muitas das músicas também exibiam um forte senso de melodia. Desde seu lançamento, Slanted and Enchanted apareceu em muitas listas de críticos como um dos melhores álbuns e é frequentemente citado como sendo um dos mais influentes álbuns de rock indie dos anos 1990. Está listado em Rolling Stone's 500 Greatest Albums of All Time. Depois, no mesmo ano, a banda lançou o EP Watery, Domestic.

### 1993–1994:Crooked Rain, Crooked Rain
Durante a turnê de Slanted and Enchanted, o comportamento de Gary Young ficou mais excêntrico; ele distribuiria repolho e batatas para os fãs na entrada do evento, plantar bananeiras (handstands), cair de seu banco bêbado e correr pelo local do show enquanto a banda tocava. A banda só entendeu quão severo o problema era depois dos primeiros tours de Pavement. Malkmus, depois, disse a Tape Op: "Nós sabíamos que ele era meio hippie e doido, mas não sabíamos que ele tinha um problema tão grande com a bebida. Nós descobrimos em tour, porque ele ficou mal de tão nervoso... É por isso que eu deixei o Bob entrar na banda... Manter a batida rolando mesmo se o Gary desmaiar." Em 1993, Malkmus, sem sucesso, tentou gravar algumas músicas no estúdio de Young. Ele mais tarde disse: "Nós meio que não queríamos mais gravar com ele, mas éramos bonzinhos demais para demitir as pessoas ou até para falar nisso... Nós tentamos gravar lá, mas não estava soando bem e ele realmento não tinha o estúdio pronto e ele estava numa onda de bebida."
Ao fim da turnê de 1993 na Austrália, no Japão e na Europa, o grupo fez uma reunião num hotel em Copenhage. Malkmus, Kannberg e Ibold ficaram em silêncio enquanto Nastanovich, melhor amigo de Young na época, brigou com Young. Young concordou em deixar a banda. Ele foi substituído por Steve West, que tinha sido um guarda de segurança no museu Whitney Museum of American Art com Malkmus e David Berman. A estreia de West foi em 1993 em um festival em Chicago. No mesmo ano, a banda contribuiu para o AIDS-Benefit Album No Alternative, produzido pela Red Hot Organization com sua música "Unseen Power of the Picket Fence".
O segundo álbum de Pavement, Crooked Rain, Crooked Rain, foi lançado em 1994. A gravação era mais pautada em rock clássico que sua estreia. O single "Cut Your Hair" foi a música de maior sucesso, e por um tempo foi tocada em rádio de rock alternativo e MTV. Pavement performou  música no The Tonight Show with Jay Leno. Além disso, o vídeo passou em "Career Day', um episódio da quinta temporada de Beavis and Butt-head, que a nominaram de "buttwipe music" e também queriam que a banda tentasse mais. A música também apareceu no filme A Very Brady Sequel. Como o álbum anterior, Crooked Rain recebeu grande aclamação, sendo incluído na lista da Rolling Stone dos 500 melhores álbuns de todos os tempos.
A letra de outro single do álbum, "Range Life", criticou as estrelas do The Smashing Pumpkins e do Stone Temple Pilots. Malkmus insistiu durante os anos que o verso era para ser entendido como leve, sem malícia, e foi cantado do ponto de vista de um personagem hippie envelhecido na música. Versões posteriores da música substituíram "the Spice Girls", "Counting Crows" e outros por "Stone Temple Pilots". Em resposta, o líder do The Smashing Pumpkins, Billy Corgan, ameaçou a tirar a banda do headlining do Lollapalooza de 1994 caso Pavement tocasse no evento. Corgan e Malkmus trocaram farpas na imprensa por muitos anos depois disso.

### 1995–1997:Wowee ZoweeeBrighten the Corners
O álbum seguinte, Wowee Zowee, gravado em Memphis e lançado em 11 de abril de 1995, cobriu uma grande gama de estilos, incluindo punk, country e balladry em suas 18 faixas, que frequentemente evitaram estruturas musicais convencionais. No DVD Slow Century, Malkmus atribuiu sua estranha escolha de singles a fumar maconha, declarando que "eu estava fumando muita erva naquela época, mas, para mim, soavam como hits." Por mais que Malkmus tenha dito em entrevistas recentes que o álbum era a última "gravação clássica do Pavement", Kannberg expressou arrependimentos sobre Wowee Zowee. "Nós cometemos alguns erros naquela gravação... nós fomos meio que pressionados para fazer a gravação um pouco mais rápido do que nós estávamos prontos. Quer dizer, eu gosto muito do álbum. É só que se nós tivessemos seis meses a mais para pensar, teria sido muito diferente."
Durante o tour do álbum, Nastanovich declarou no DVD Slow Century, a banda frequentemente não organizava um setlist antes dos shows, optando por jams pautados em drogas e álcool em vez de singles hit. Alguns shows foram feitos no Lollapalooza de 1995, em que as performances incoerentes receberam uma reação hostil de várias audiências. Gravações do Slow Century da mostram a plateia atirando lama e pedras na banda. A banda depois deixou o palco imediatamente e nominaram eles mesmos "A Banda Que Destruiu o Lollapalooza".
Wowee Zowee foi seguido de um EP Pacific Trim, que foi gravado com apenas Malkmus e os baterista Nastanovich e Steve West. Seu tempo de estúdio foi originalmente reservado para uma gravação de Silver Jews, mas o vocalista David Berman saiu frustrado e o trio decidiu não gastar um horário já pago no estúdio.
Brighten the Corners, lançado em 1997 e produzido por Mitch Easter, foi um álbum mais convencional que Wowee Zowee. Malkmus disse no DVD Slow Century que o álbum foi uma tentativa de mostrar às audiências que Pavement tinha mais influências mainstream e rock clássico que mostrado antes. O álbum continha três das músicas mais conhecidas da banda, "Stereo", "Shady Lane" e "Harnenss Your Hopes". Foi o único álbum a incluir as letras exceto Slanted and Enchanted e vendeu mais que seus antecessores. Apesar de sucesso elevado, a banda continuou a se fragmentar, com seus membros focando mais em outros projetos musicais ou criando famílias.

### 1999:Terror Twilighte término
Em 1999, Pavement começou a trabalhar em seu álbum final, Terror Twilight. A banda originalmente planejou autoproduzir Terror Twilight, alugando o Jackpot! Studios em Portland, Oregon. O grupo parou, embora, com Malkmus, Ibold, Nastanovich e uma funcionária do Jackpot! e futura baixista do Jicks, Joanna Bolme, geralmente optando por jogar Scrabble em vez de realizar qualquer tipo de trabalho. Kannberg ficou especialmente frustrado com as sessões, particularmente com a recusa de Malkmus em incluir quaisquer de suas músicas no álbum.
Nigel Godrich, conhecido por seu trabalho com Radiohead e Beck, foi contratado para produzir. Ele queria fazer um álbum que "ficasse em pé reto" e "atingisse pessoas que não gostavam do desleixo charmoso das outras músicas do Pavement." O grupo começou a trabalhar no estúdio Sonic Youth no sul de Manhattan, Nova York. Godrich achou o estúdio limitante, então eles mudaram para o estúdio RPM Studios perto do Washington Square Park. De acordo com Nastanovich, Godrich teve dificuldades com o jeito casual da banda, e pediu por mais takes do que estavam acostumados. Embora Nastanovich tenha dito que Godrich acatou "desafios substanciais" e "feito um bom trabalho", ele sentiu que ele apenas se conectou com Malkmus e ignorou os outros membros da banda. Nastanovich percebeu que após alguns dias, Godrich nem sabia seu nome. Kannberg estava infeliz que Malkmus não estava interessado em trabalhar nas músicas que tinha escrito, e que esse foi o álbum mais difícil de fazer da banda.
Pavement lançou um último EP, Major Leagues. Tem três músicas de Malkmus, duas originais de Spiral Stairs e dois covers, "The Killing Moon", de Echo & the Bunnymen, e "The Classical", do The Fall. Pavement embarcou em uma turnê global de seis meses para o Terror Twilight, tempo em que as relações dentro do grupo se fragmentaram, especialmente entre Malkmus e outros membros. Após o show em 1999 no Coachella, Malkmus disse aos outros membros que não queria mais continuar. Durante o concerto final do tour, na Brixton Academy em Londres em 20 de novembro de 1999, Malkmus tinha um par de algemas colocado em seu microfone e disse à plateia: "Elas simbolizam o que é ficar numa banda por todos esses anos." Após aproximadamente duas semanas, um porta-voz disse ao NME que Pavement estavam "aposentados por um futuro próximo."
Em meio de 2000, Malkmus ligou para Kannberg e disse: "Você precisa mudar o website para dizer que nós não somos uma banda mais. As pessoas ficam me perguntando se nós estamos terminando e você sabe que nós não somos mais uma banda, né?" Kannberg disse a Malkmus que ele precisava ligar para os outros membros da banda para informá-los que a banda estava finalmente terminando, mas Malkmus recusou e Kannberg foi deixado com a tarefa de informá-los. West disse que ele nunca recebeu nenhuma ligação sobre o término de ninguém da banda e disse que descobriu que Pavement tinha terminado pela internet. Nastanovich depois disse "tinha muita exaustão por emoção pesada".

### 2010s: Primeira reunião
Em 15 de setembro de 2009, Brooklyn Vegan reportou que Pavement estava marcada para performar diversos shows beneficentes no Central Park em Nova York, a partir de 21 de setembro de 2010. Declarações oficiais da banda, marca, local e promoter foram liberadas em 17 de setembro de 2009, confirmando a reunião. O anúncio incluiu um concerto no Central Park e a promessa de uma tour, mas disse que a reunião poderia ser um único evento. Foi dito "Por favor, que fique claro que essa turnê não é um prelúdio para voltas e/ou uma reunião permanente." Os ingressos para o primeiro show no Central Park esgotaram em 2 minutos, gerando anúncios para mais três shows no mesmo lugar.
A banda lançou uma compilação "best-of" em março de 2010, intitulada Quarantine the Past: The Best of Pavement. Em 24 de junho de 2010, Pavement performou no Bob Hope Theatre em Stockton, o primeiro show na cidade natal. O baterista original, Gary Young, juntou-se à banda, tocando três músicas de Slanted and Enchanted. Young também se juntou à banda para seis músicas na noite seguinte no The Greek Theatre em Berkeley.
Em setembro de 2010, Pavement apareceu nos The Colbert Report e Late Night with Jimmy Fallon. Depois de concluírem o tour pelos EUA no Hollywood Bowl em 30 de setembro, a banda tocou na noite seguinte em Las Vegas no The Palms Csno como uma parte do festival Matador At 21. Durante o set, Scott Kannberg chutou seu monitor e esmagou sua guitarra contra o amplificador em frustração por não escutar a si mesmo. NME disse que a banda tinha uma "atmosfera de gelo". A banda honrou mais dois shows na América Latina em novembro de 2010.
Kannberg se juntou a Malkmus and the Jicks no palco do El Rey Theater em Los Angeles em 28 de março de 2014 para uma performance de "Stereo". Em 1º e 2 de outubro de 2016, Malkmus and the Jicks performaram na celebração de 50 anos do aniversário de Spiral Stairs no Chapel em São Francisco. Na primeira noite, Kannberg se uniu a Malkmus and the Jicks para quatro músicas. Na noite seguinte, Kannberg tocou mais três músicas com o grupo, unidos com Gary Young para as duas últimas.

### 2022: Segunda reunião
Em 1º de junho de 2019, Pavement anunciou que eles retornariam para performar dois shows em comemoração de 30 anos da banda no Primavera Sound de 2020 em Barcelona e Porto. Devido à pandemia de covid-19, o festival foi cancelado e suas performances foram remarcadas e anunciadas como parte do lineup do Primavera Sound de 2021. Em março de 2021, o festival foi adiado para 2022. Em setembro de 2021, Pavement anunciou um tour na Europa para o final de 2022, o primeiro em 12 anos, e anunciou concertos na América do Norte em 2 de novembro de 2021. Em 23 de maio de 2022, a banda fez o primeiro show junta, esgotado, no Fonda Theatre em Los Angeles.

## Estilo musical
Pavement é considerada uma das bandas que inventaram o som "indie" moderno e teve uma grande presença em "slacker culture", uma subcultura dos anos 1990. A banda também é lembrada pelos temas líricos humorísticos e até enigmáticos, que foram um fator determinante para atingirem seu cult following. Malkmus raramente escreveu baladas ou músicas de amor e apenas uma pequena parte de sua discografia contém reflexões pessoais ou temas líricos similares, a maioria satírica ou envolta em sarcasmo.
Pavement também é lembrada por não ter um ritmo designado e um guitarrista principal. Malkmus e Kannberg mudavam de papel frequentemente, embora Malkmus tenha tocado como líder pela maior parte de sua carreira. A banda também usava um 'hype-man', comum em grupos de hip hop. Bob Nastanovich fazia esse papel, por mais que detestasse o termo. Nastanovich também era um segundo baterista durante suas performances ao vivo e vocalista principal em algumas músicas que precisavam de gritos para poupar a voz de Malkmus.

## Discografia

### Álbuns de estúdio
- 1992 - Slanted and Enchanted
- 1994 - Crooked Rain, Crooked Rain
- 1995 - Wowee Zowee
- 1997 - Brighten the Corners
- 1999 - Terror Twilight

### Compilações e relançamentos
- 1993 - Westing (By Musket & Sextant)
- 2002 - Slanted and Enchanted: Luxe & Reduxe
- 2004 - Crooked Rain, Crooked Rain: LA's Desert Origins
- 2006 - Wowee Zowee: Sordid Sentinels Edition

### Ao vivo
- 2008 - Live Europaturnén MCMXCVII

### EPs
- 1989 - Slay Tracks (1933-1969)
- 1990 - Demolition Plot J-7
- 1991 - Perfect Sound Forever
- 1992 - Watery, Domestic
- 1995 - Rattled by la Rush
- 1996 - Pacific Trim
- 1997 - Shady Lane
- 1999 - Spit on a Stranger
- 1999 - Major Leagues

### CD singles
- 1992 - Summer Babe
- 1992 - Trigger Cut
- 1994 - Cut Your Hair
- 1994 - Gold Soundz
- 1995 - Range Life
- 1995 - Dancing with the Elders (split com Medusa Cyclone)
- 1995 - Rattled by la Rush
- 1995 - Father to a Sister of Thought
- 1996 - Give It a Day
- 1997 - Shady Lane Pt. 1
- 1997 - Shady Lane Pt. 2
- 1997 - Stereo
- 2000 - Carrot Rope Pt. 1
- 2000 - Carrot Rope Pt. 2

## Outras mídias
Em 2002, Slow Century, um documentário de Lance Bangs, agrupou todos os vídeos de música da banda, e foi lançadi como um set de 2 DVDs. Incluiu muita filmagem, tanto profissional quando gravada for fãs, desde os primeiros shows a partir de 1989. As três últimas músicas do último concerto da banda ("Stop Breathin'", "Conduit for Sale" e "Here") foram colocadas no final do documentário. Também no DVD havia um clipe easter egg do mesmo show, em que Malkmus fala sobre como as algemas colocadas em seu microfone "represetam o que tem de errado em estar em uma banda depois de tantos anos." Um disco bônus com um show completo em Seattle, do início do tour de Terror Twilight foi incluído no segundo disco, assim como diversas músicas de seu penúltimo show.

Em 2004, houve a publicação de Perfect Sound Forever: The Story of Pavement, a biografia da banda escrita por Rob Jovanovic. As resenhas do livro foram mistas, com alguns dizendo que ele continha muito do mesmo do DVD Slow Century e expandia muito pouco além disso, enquanto outros o chamaram de uma "agradável retrospectiva".